# Gabija Galvydytė
Gabija Galvydytė (* 17. Januar 2000 in Jonava) ist eine litauische Leichtathletin, die sich auf den Mittelstreckenlauf spezialisiert hat und zu Beginn ihrer Karriere im Hürdenlauf an den Start ging. 2020 begann sie ein Studium an der Oklahoma State University – Stillwater in den Vereinigten Staaten. 

## Sportliche Laufbahn
Erste internationale Erfahrungen sammelte Gabija Galvydytė bei den 2016 erstmals ausgetragenen Jugendeuropameisterschaften in Tiflis, bei denen sie im 800-Meter-Lauf mit 2:19,39 min in der ersten Runde ausschied und auch mit der litauischen Sprintstaffel (1000 Meter) mit 2:23,15 min den Finaleinzug verpasste. Im Jahr darauf belegte sie bei den U18-Weltmeisterschaften in Nairobi in 59,49 s den vierten Platz im 400-Meter-Hürdenlauf und 2018 schied sie bei den Weltmeisterschaften in Tampere mit 58,88 s im Halbfinale aus. Mit der litauischen 4-mal-400-Meter-Staffel nahm sie anschließend an den Europameisterschaften in Berlin teil, schied dort aber mit 3:37,73 min im Vorlauf aus. Bei den IAAF World Relays 2019 in Yokohama scheiterte sie ebenfalls mit 3:38,72 min im Vorlauf und bei den U20-Europameisterschaften in Borås schied sie im Hürdenlauf mit 59,34 s im Halbfinale aus. 2021 schied sie bei den U23-Europameisterschaften in Tallinn mit 2:05,81 min im Vorlauf über 800 Meter aus und im Jahr darauf kam sie bei den Europameisterschaften in München mit 2:03,92 min in der Vorrunde aus. 2023 wurde sie bei der 2. Liga der Team-Europameisterschaft im Rahmen der Europaspiele in Chorzów in 4:09,48 min Dritte im 1500-Meter-Lauf und sicherte sich damit ligenübergreifend die Bronzemedaille hinter der Rumänin Claudia Bobocea und Vera Hoffmann aus Luxemburg. Zudem wurde sie über 800 Meter in 2:00,29 min Vierte. Im August schied sie bei den Weltmeisterschaften in Budapest mit 2:00,79 min in der ersten Runde aus. Im Dezember kam sie bei den Crosslauf-Europameisterschaften in Brüssel nicht ins Ziel. Im Jahr darauf nahm sie über 800 Meter an den Olympischen Sommerspielen in Paris teil und schied dort mit 2:00,66 min in der Hoffnungsrunde aus. 
2025 schied sie bei den Halleneuropameisterschaften in Apeldoorn mit 2:04,18 min im Vorlauf über 800 Meter aus, wie auch bei den Hallenweltmeisterschaften zwei Wochen später in Nanjing mit 4:11,69 min.
In den Jahren von 2017 bis 2019 wurde Galvydytė litauische Meisterin im 400-Meter-Hürdenlauf sowie von 2020 bis 2024 über 800 Meter.

## Persönliche Bestzeiten
- 400 Meter: 54,10 s, 28. Juni 2024 in Palanga
  - 400 Meter (Halle): 55,05 s, 22. Februar 2025 in Panevėžys
  - 600 Meter (Halle): 1:28,48 min, 12. Januar 2024 in Fayetteville
- 800 Meter: 1:59,18 min, 2. August 2024 in Paris
  - 800 Meter (Halle): 2:00,97 min, 31. Januar 2025 in Boston (litauischer Rekord)
  - 1000 Meter (Halle): 2:35,70 min, 17. Januar 2025 in Seattle
- 1500 Meter: 4:08,60 min, 9. Juni 2024 in Portland
  - 1500 Meter (Halle): 4:05,32 min, 15. Februar 2015 in Boston  (litauischer Rekord)
  - Meile (Halle): 4:22,76 min, 15. Februar 2025 in Boston (litauischer Rekord)
- 400 m Hürden: 58,29 s, 28. Juli 2018 in Palanga (litauischer U20-Rekord)